# Norwegian Epic
La Norwegian Epic è una nave da crociera della compagnia di navigazione Norwegian Cruise Line.

## Storia
Ordinata nel 2006 fu consegnata il 17 giugno 2010, al momento dell'entrata in servizio era la terza nave più grande del mondo dopo la Oasis of the Seas e la Allure of the Seas, nel 2015 è passata al sesto posto, preceduta anche dalla Quantum of the Seas, dalla Anthem of the Seas e dalla Norwegian Escape. Nel 2016 è stata superata anche dalla Harmony of the Seas.
La Norwegian Epic opera nei Caraibi (soprattutto orientali) nel periodo invernale, mentre nel periodo estivo viene trasferita nel Mar Mediterraneo. Inizialmente aveva base a Miami ma si è deciso il suo trasferimento a partire da aprile 2015 nel porto di Barcellona.